# Идельгужин, Карим Абдуллович
Идельгужин Карим Абдуллович (баш. Иҙелғужин Кәрим Абдулла улы, 1895—1937) — один из идеологов и деятель Башкирского национального движения, общественный и государственный деятель.

## Биография
Родился в деревне деревня Мрясово Кипчакской волости Оренбургской губернии (ныне Новосергиевский район Оренбургской области).
В 1912—1914 гг. учился в медресе «Галия», далее работал преподавателем.
В 1914—1917 гг. служил в русской армии, участвовал в Первой мировой войне.
В 1918—1919 гг. служил в Башкирском войске в звании унтер-офицера. С октября 1918 года был писарем 2-го Башкирского кавалерийского полка имени Г. С. Идельбаева.
С апреля 1919 года являлся уполномоченным Башревкома в 20-й стрелковой дивизии 1-й Армии РККА.
После подписания «Соглашения…» Башкирского Правительства и центральной Советской власти была образована Автономная Башкирская Советская республика. Были образованы местные кантревкомы республики. Идельгужин был назначен военным комиссаром Тамъян-Катайского кантона.
С 1920 года работал председателем Бурзян-Тангаурского кантонного исполнительного комитета, а со следующего года — Ток-Чуранского кантонного исполнительного комитета. С 1924 по 1925 годы являлся председателем Аргаяшского кантонного исполнительного комитета.
В 1922—1924 гг. был директором Башкирского института народного образования в г.Оренбург.
С 1925 года в течение 3-х лет занимал пост ответственного редактора в газете «Башкортостан», избирался в состав БашЦИКа I—IV созывов.
С 1934 по 1936 годы работал заместителем директора Башкирского НИИ педагогики и педологии.
В 1926 году опубликовал книгу «Башкирское движение в 1917, 1918, 1919 гг.» — первый научный труд по исследованию истории Башкирского национального движения во время Гражданской войны.
В 1936 году обвинен в национализме и контрреволюционной деятельности и осужден на 5 лет. В 1937 году приговор был пересмотрен и он был приговорен к расстрелу.
Реабилитирован в 1989 году.

## Труды
- Октябрь революцияһы башҡорт крәҫтиәндәренә ни бирҙе. — Өфө, 1925.
- Башҡорт хәрәкәттәре. 1917—1919 йылдар. — Өфө, 1926.